# Åsarna
Åsarna (plaatselijk dialect Aosan) is een kerkdorp in de gemeente Berg in het landschap Jämtland en de provincie Jämtlands län in Zweden. De plaats heeft 271 inwoners (2005) en een oppervlakte van 65 hectare. Het ligt aan de Europese weg 45, voorheen de Zweedse weg 45. Net zoals veel plaatsen aan de E45, ligt ook Åsarna aan de toeristische spoorlijn Inlandsbanan. Bij het stationnetje ligt een vrij groot rangeercomplex: het diende tot afvoer van hout per spoor, maar dat gaat tegenwoordig bijna allemaal over de weg. Oostelijk van de plaats ligt het meer Älden, dat via het Nästelsjön leegloopt in de rivier Ljungan naar de Botnische Golf.

## Geboren
- Emma Wikén (1989), langlaufster

## Verkeer en vervoer
Bij de plaats loopt de Länsväg 316.